# Buda Sumedha
El Buda Sumedha es el decimoprimero de los 28 budas anteriores al Buda histórico Gautama. 
Nació en Sudassana y, según la leyenda, se convirtió en un ascético a la edad de 9000 años. Falleció a los 90.000 años en Medhārāma.